# Anisacanthus trilobus
Anisacanthus trilobus é uma planta nativa da vegetação de Caatinga ;e da vegetação de cerrado, do Brasil.